# Zemětice
Zemětice (en allemand : Semietitz, également : Zemetitz) est une commune du district de Plzeň-Sud, dans la région de Plzeň, en République tchèque. Sa population s'élevait à 307 habitants en 2022.

## Géographie
Zemětice se trouve à 9 km à l'est-nord-est de Staňkov, à 23 km au sud-ouest de Plzeň et à 106 km à l'ouest-sud-ouest de Prague.
La commune est limitée par Líšina au nord, par Přestavlky à l'est, par Merklín au sud, et par Holýšov à l'ouest.

## Histoire
La première mention écrite de la localité date de 1115.

## Administration
La commune se compose de trois sections :
- Čelákovy ;
- Chalupy ;
- Zemětice.

## Galerie

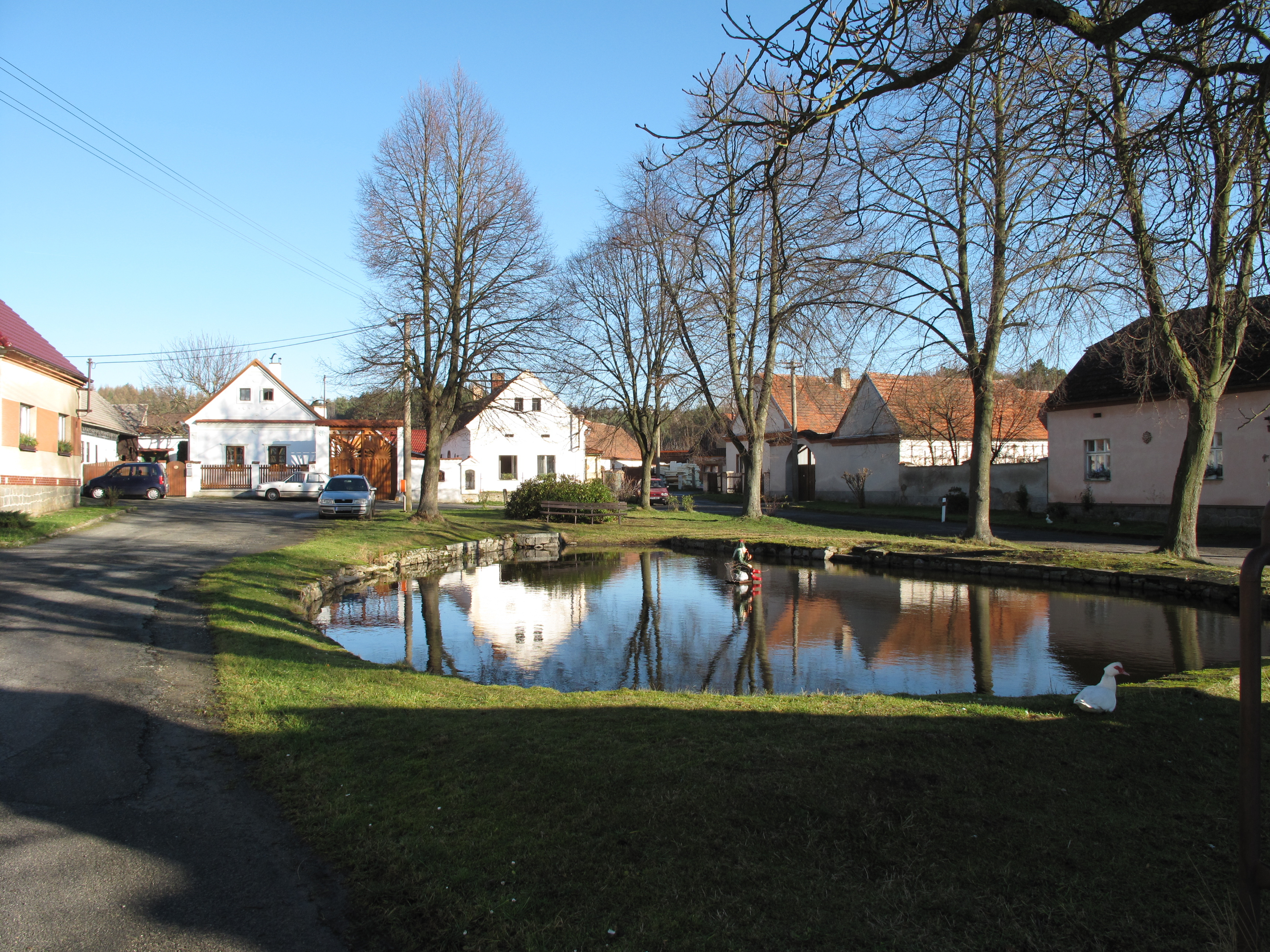
Hameau de Chalupy.
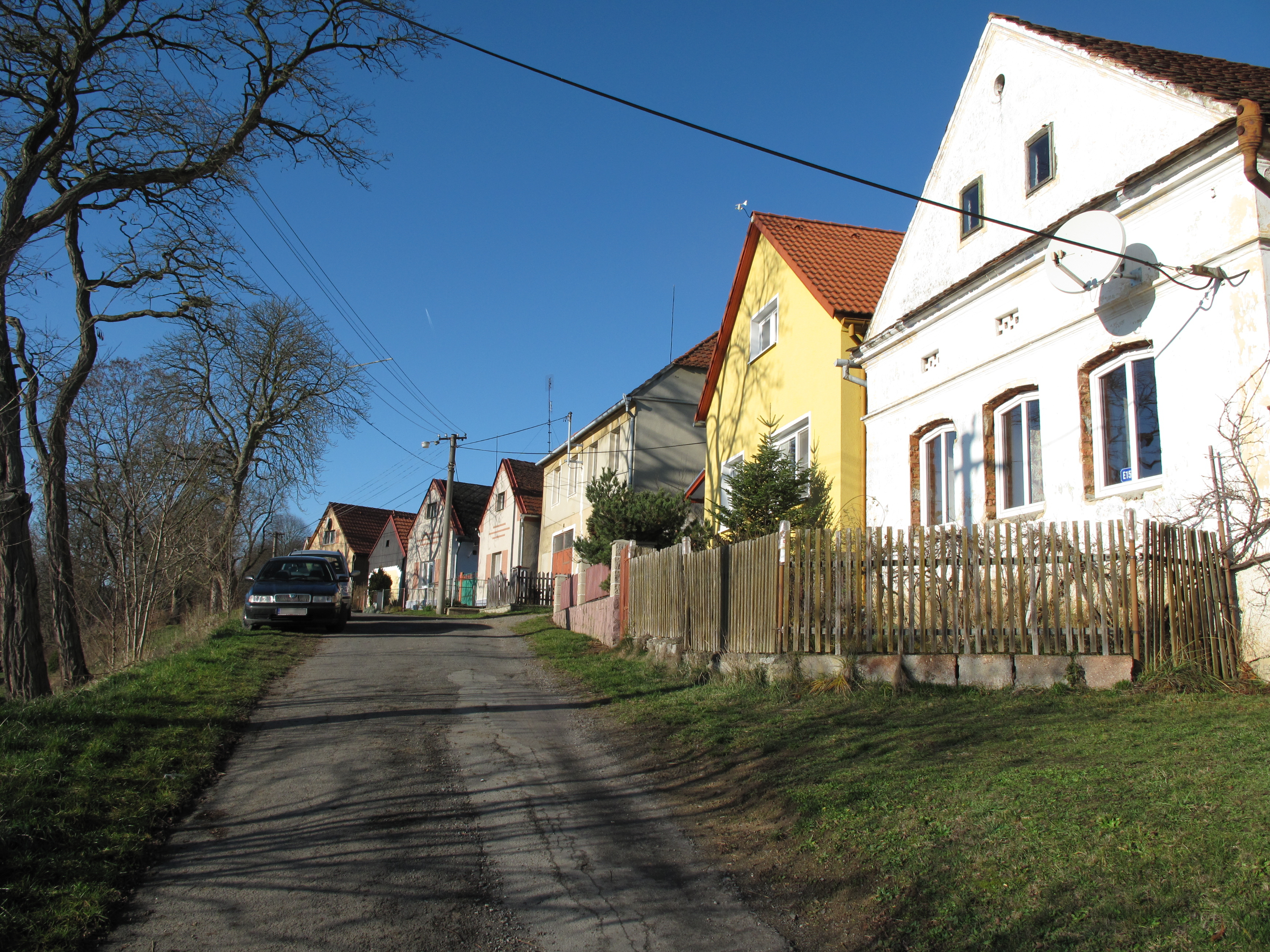
Rue de Čelákovy.

## Transports
Par la route, Zemětice se trouve à 8 km de Stod, à 30 km de Plzeň et à 121 km de Prague.